# Campionat de Catalunya de futbol 1902-1903
A la temporada 1902-03 del Campionat de Catalunya de futbol es disputaren dues edicions de la competició: la tercera de la Copa Macaya i un torneig anomenat Copa Football Club Barcelona. Per la Copa Macaya d'enguany el Comitè havia d'entregar en propietat el trofeu en cas de guanyar Hispània o Barcelona (ambdós ja amb un títol), però s'hagué d'esperar un altre any, ja que fou l'Espanyol qui entrà en escena inaugurant el seu palmarès. De totes maneres, aquesta fou la darrera edició utilitzant la denominació Copa Macaya.

## Copa Macaya
Tots els clubs participants foren de Barcelona. El FC Barcelona i el Club Universitari abandonaren la competició. El Barcelona va perdre dos punts perquè havia alineat un jugador irregularment. Com a protesta, abandonà la competició, i es van anul·lar els seus resultats.

### Classificació
| Pos | Equip             | PJ | PG | PE | PP | GF | GC | DG  | Pts | Classificació |  | Club Deportiu Espanyol | Hispània Athletic Club | Futbol Club Internacional | Futbol Club Barcelona | Club Universitari de Foot-ball |
| --- | ----------------- | -- | -- | -- | -- | -- | -- | --- | --- | ------------- |  | ---------------------- | ---------------------- | ------------------------- | --------------------- | ------------------------------ |
| 1   | Club Espanyol     | 4  | 3  | 0  | 1  | 9  | 2  | +7  | 6   | Finalista     |  | —                      | 1–0                    | 6–0                       |                       |                                |
| 2   | Hispània AC       | 4  | 3  | 0  | 1  | 10 | 3  | +7  | 6   | Finalista     |  | 2–1                    | —                      | 5–0                       |                       |                                |
| 3   | FC Internacional  | 4  | 0  | 0  | 4  | 1  | 15 | −14 | 0   |               |  | 0–1                    | 1–3                    | —                         |                       |                                |
| 4   | FC Barcelona      | 0  | 0  | 0  | 0  | 0  | 0  | 0   | 0   | (Nota)        |  |                        |                        |                           | —                     |                                |
| 5   | Club Universitari | 0  | 0  | 0  | 0  | 0  | 0  | 0   | 0   | (Nota)        |  |                        |                        |                           |                       | —                              |

### Partit pel campionat
| Club Espanyol | 3-1 | Hispània AC |
| ------------- | --- | ----------- |
|               |     |             |

 Barcelona

### Resultats finals
- Campió de Catalunya: Club Espanyol de Football
- Classificats pel Campionat d'Espanya: Club Espanyol de Football
- Descensos: No hi havia descensos reglamentats
- Ascensos: No hi havia ascensos reglamentats

## Copa F. C. Barcelona
Després de diverses polèmiques sorgides durant la celebració de la Copa Macaya, que acabaren amb l'abandonament del FC Barcelona de la competició, aquest club decideix organitzar una nova competició oberta als diferents clubs de la ciutat i que rebé el nom de Copa Football Club Barcelona. Aquesta competició és oficialment acceptada com la quarta edició del Campionat de Catalunya.
Tots els clubs participants foren de Barcelona. El FC X, el Club Universitari i el FC Catalònia abandonaren la competició. Alguns partits no es disputaren, però els punts foren atorgats a un dels clubs.
| Pos | Equip             | PJ | PG | PE | PP | GF | GC | DG  | Pts | Classificació |       | Futbol Club Barcelona | Club Deportiu Espanyol | Hispània Athletic Club | Català Futbol Club | Irish Futbol Club | Futbol Club Internacional | Ibèria SC | Salut Sport Club | X Sporting Club | Club Universitari de Foot-ball | Catalònia FC |
| --- | ----------------- | -- | -- | -- | -- | -- | -- | --- | --- | ------------- | ----- | --------------------- | ---------------------- | ---------------------- | ------------------ | ----------------- | ------------------------- | --------- | ---------------- | --------------- | ------------------------------ | ------------ |
| 1   | FC Barcelona (C)  | 14 | 12 | 2  | 0  | 45 | 10 | +35 | 26  | Campió        |       | —                     | 2–2                    | 6–1                    | 2–1                | 3–1               | 6–0                       | 7–0       | (c/p)            |                 |                                |              |
| 2   | Club Espanyol     | 14 | 11 | 2  | 1  | 34 | 7  | +27 | 24  |               |       | 2–2                   | —                      | 2–0                    | 1–0                | 2–0               | (c/p)                     | (c/p)     | 14–0             |                 |                                |              |
| 3   | Hispània AC       | 14 | 9  | 1  | 4  | 30 | 18 | +12 | 19  |               | 0–1   | 2–0                   | —                      | 3–1                    | 0–0                | 4–0               | (c/p)                     | (c/p)     |                  |                 |                                |              |
| 4   | Català FC         | 14 | 8  | 0  | 6  | 35 | 26 | +9  | 16  |               | 2–4   | 0–7                   | 3–6                    | —                      | 6–1                | 1–0               | 2–0                       | 7–0       |                  |                 |                                |              |
| 5   | Irish FC          | 14 | 4  | 2  | 8  | 25 | 24 | +1  | 10  |               | 1–4   | (c/p)                 | 0–3                    | 1–2                    | —                  | 2–4               | 1–0                       | 7–0       |                  |                 |                                |              |
| 6   | FC Internacional  | 14 | 3  | 3  | 8  | 14 | 28 | −14 | 9   |               | (c/p) | 1–4                   | 0–4                    | 0–1                    | 0–0                | —                 | 2–2                       | 5–2       |                  |                 |                                |              |
| 7   | Ibèria SC         | 14 | 3  | 1  | 10 | 10 | 25 | −15 | 7   |               | 0–8   | (c/p)                 | 5–1                    | (c/p)                  | 0–3                | (c/p)             | —                         | 2–1       |                  |                 |                                |              |
| 8   | Salut SC          | 14 | 0  | 1  | 13 | 6  | 61 | −55 | 1   |               | (c/p) | (c/p)                 | 0–6                    | 1–9                    | 0–8                | 2–2               | 0–1                       | —         |                  |                 |                                |              |
| 9   | FC X              | 0  | 0  | 0  | 0  | 0  | 0  | 0   | 0   | (Nota)        |       |                       |                        |                        |                    |                   |                           |           |                  | —               |                                |              |
| 10  | Club Universitari | 0  | 0  | 0  | 0  | 0  | 0  | 0   | 0   | (Nota)        |       |                       |                        |                        |                    |                   |                           |           |                  |                 | —                              |              |
| 11  | Catalònia FC      | 0  | 0  | 0  | 0  | 0  | 0  | 0   | 0   | (Nota)        |       |                       |                        |                        |                    |                   |                           |           |                  |                 |                                | —            |

### Resultats finals
- Campió de Catalunya: FC Barcelona
- Classificats pel Campionat d'Espanya: El campionat no fou classificatori pel campionat d'Espanya
- Descensos: No hi havia descensos reglamentats
- Ascensos: No hi havia ascensos reglamentats